# Cuichat
Cuichat är en ort i Mexiko.   Den ligger i kommunen Cuetzalan del Progreso och delstaten Puebla, i den sydöstra delen av landet, 180 km öster om huvudstaden Mexico City. Cuichat ligger 974 meter över havet och antalet invånare är 215.
Terrängen runt Cuichat är kuperad norrut, men söderut är den bergig. Runt Cuichat är det ganska tätbefolkat, med 179 invånare per kvadratkilometer. Närmaste större samhälle är Ciudad de Cuetzalan, 1,5 km nordväst om Cuichat. I omgivningarna runt Cuichat växer i huvudsak städsegrön lövskog.